# Castillo de Sjöö
El Castillo de Sjöö (moderna ortografía: Sjö) es un castillo en la diminuta parroquia de Holm (población en el año 2000: 26), en el municipio de Enköping en Uppland, Suecia. El Castillo de Sjöö con su parque es considerado uno de los más bellos en Suecia, con sus perfectas y harmoniosas proporciones.

## Historia
La historia registrada del patio del Castillo de Sjöö empieza en la Edad Media. En 1409, Peter Laurensson se hizo cargo de la propiedad.
En 1541, Gustav Vasa adquirió la finca del bailío Jacob Vestgöte Sjöö. Posteriormente, el castillo fue entregado por Erik XIV a Gustaf Johansson (Tres Rosas).
La finca pasó después en sucesión a Johan Gabriel Stenbock (1640-1705), que era una de las personas más poderosas en Suecia. Como Mariscal del Reino de Suecia, Stenbock era un estadista, jefe de la corte y presidente de la ley del castillo. En el siglo XVII, los mariscales del reino eran reclutados de las familias de la alta nobleza. Junto con el renombrado arquitecto sueco Nicodemus Tessin el Viejo (1615-1681) y el arquitecto y maestro constructor Mathias Spieler (1640-1691), Stenbock construyó el Castillo de Sjöö como es en la actualidad. La obra de construcción duró desde 1669 hasta 1679.
La cercana Iglesia de Holm —estrechamente conectada con el castillo— fue erigida en 1678, bajo los vigilantes ojos de Andreas Hackzelius (1630-1681) quien se convirtió en su primer Rector —cabeza de la congregación— de la Parroquia de Holm para utilizar las nuevas instalaciones.
Johan Stenbock murió soltero. La hija del hijo de su hermana, Hedvig Catharina Lilje, heredó el Castillo. Lilje se casó con Magnus Julius De la Gardie. Su hijo, Fredrik, se casó con la famosa Catalina Carlota De la Gardie, quien vivió en el Castillo entre 1748 y 1763.
En 1813, el castillo fue vendido a Johan Gustaf Banér. Desde entonces, la familia Banér ha sido la propietaria del castillo.